# Окотепеке (департамент)
Окотепеке (на испански: Ocotepeque) е един от 18-те департамента на централноамериканската държава Хондурас. Населението му е 151 516 жители (приб. оц. 2015 г.), а общата му площ e 1680 км².

## Общини
Департаментът се състои от 16 общини, някои от тях са:
1. Ла Лабор
2. Сан Маркос
3. Сан Фернандо
4. Сан Хорхе
5. Санта Фе
6. Сенсенти